# 112ª Squadriglia
La 112ª Squadriglia del Servizio Aeronautico del Regio Esercito fu operativa dal 28 aprile 1917 con aerei SAML S.1.

## Storia
La nascita della 112ª Squadriglia è nell'aprile 1917 a Torino su SAML S.1 a 6 montanti andando poi al Centro Formazione Squadriglie del Campo di aviazione di Arcade prima di andare al Campo di aviazione di Villaverla al comando del Capitano Aurelio Bevagna che dispone di altri 8 piloti tra cui il Tenente Stefano Pucci e 6 osservatori.
Inquadrata nel IX Gruppo (poi 9º Gruppo Caccia) per la 1ª Armata (Regio Esercito) riceve dal 23 aprile almeno 6 SAML e dal 28 aprile i piloti oltre a 3 mitraglieri.
Il 5 giugno un aereo che va in ricognizione viene abbattuto su Levico Terme ed il velivolo verrà poi aggiustato e rimesso in volo dagli austriaci.
Il 19 giugno 6 SAML partecipano ad un mitragliamento vicino ad Asiago ed a fine mese il Ten. osservatore Pietro Ripamonti assume il comando interinale fino al 9 luglio.
Dal 10 luglio vengono sospesi i voli dei SAML per dar modo ai caccia di colpire il SAML con i colori italiani utilizzato dagli austriaci ed il 20 luglio vanno a Lavariano (Chiasiellis) per ricevere i SAML S.2 a 4 montanti passando al I Gruppo per la 3ª Armata (Regio Esercito) con 4 piloti e 5 osservatori.
Nell'ambito dell'Undicesima battaglia dell'Isonzo il 19 agosto 6 aerei lanciano bombe da 90 mm su Voissizza, il 21 agosto 3 aerei, il 25 6 aerei con bombe da 130 mm su Duino e Sistiana seguiti da altri bombardamenti.
Il 29 settembre arrivano 2 SIA 7b e dopo la Battaglia di Caporetto il 25 ottobre ripiega a Santa Maria la Longa, il 26 ottobre a Comina (Friuli-Venezia Giulia) e poi all'Aeroporto di Istrana.
Il 30 ottobre 5 aerei mitragliano la strada da Udine a Cormons ed il 3 novembre si sposta all'Aeroporto di Padova.
Il 12 novembre il comando interinale passa a Pucci ed il 29 novembre un SAML viene abbattuto sul Piave dal caccia dell'Asso dell'aviazione Ten. Karl Patzelt (5 vittorie) in collaborazione con gli Albatros D.III degli assi Ernst Strohschneider (15 vittorie) e Franz Gräser (18 vittorie) atterrando in emergenza nelle linee austriache.
Il 28 dicembre il comanda passa al Cap. Luigi Coniglio con l'unità che passa sui Pomilio PE ma in un bombardamento alla base vengono resi inservibili 12 PE e Nieuport.
Nel 1917 il reparto ha svolto 266 voli di guerra ed il 1º gennaio 1918 dispone di 11 piloti e 7 osservatori.
Il 4 febbraio va a Fossalunga con 2 PE ed un SAML ed il 19 marzo va a Castenedolo (poi Aeroporto di Brescia-Montichiari) tornando nel IX Gruppo per la 7ª Armata (Regio Esercito).
Il 1º aprile arrivano 3 PE ma questo velivolo continua a creare incidenti di volo.
In estate dispone di 5 Pomilio ricevendone poi altri 3.
Alla fine dell'estate dispone di 11 piloti e 14 osservatori ed il 18 settembre il comando passa al Cap. Giovanni Casalicchio che riceve 8 nuovi PE ed in ottobre arriva un Fiat R.2.
Nel 1918 l'unità effettua 172 voli di guerra ed al 4 novembre dispone di 3 PE operativi, 8 piloti e 14 osservatori tra cui il Cap. Amerigo Manzini.
La squadriglia viene sciolta il 18 gennaio 1919 entrando nella 136ª Squadriglia.